# Capital One Arena
A Capital One Arena, anteriormente conhecida como MCI Center e Verizon Center, é um ginásio poliesportivo localizado na cidade de Washington, D.C. nos Estados Unidos. Possui uma capacidade de 20.173 espectadores em partidas de basquete e de 18.227 em partidas de hóquei. É sede das partidas do Washington Wizards (NBA), do Washington Capitals (NHL) e do Georgetown Hoyas (NCAA). 
O nome anterior se relaciona à ex-patrocinadora do ginásio, a Verizon Communications. Posteriormente, a Capital One comprou os direitos de nome da arena.

## História
Antes da abertura da arena, os Capitals e os Wizards (então conhecidos como Washington Bullets) jogaram na USAir Arena em Landover, Maryland. O local era inconveniente para os residentes de Washington e Baltimore, e sua arena, embora com apenas 20 anos de idade, não estava à frente dos padrões de outros locais da NBA e da NHL. Em dezembro de 1993, Abe Pollin, dono de ambas as equipes, começou a estudar opções para mover as equipes para uma nova arena a ser construída com financiamento público, com possíveis localizações incluindo Baltimore, centro de Washington, e Laurel, Maryland.
Um grupo de líderes empresariais de Washington intermediou um acordo entre Pollin e o governo distrital para construir uma arena com o Distrito pagando pelo projeto de US$ 150 milhões. O Conselho  aprovou um imposto especial sobre as empresas para financiar o negócio. No entanto, uma proposta concorrente logo surgiu, quando Robert Johnson, chefe da Black Entertainment Television, se ofereceu para construir a arena com financiamento principalmente privado. Com o acordo de arena enfrentando críticas em meio à crise orçamentária do Distrito, Pollin finalmente concordou em financiar privadamente a construção da arena, que acabou sendo de US$ 200 milhões. O Distrito pagaria por outros custos, incluindo a compra da parte do terreno que ainda não possuía, a preparação do local e a expansão da estação de Metrô; estes eventualmente totalizaram US $ 79 milhões. O Distrito alugou o terreno para Pollin a uma taxa abaixo do mercado de US $ 300.000 por ano.
Um acordo de naming rights foi feito com a MCI Communications para nomear a arena como MCI Center. A cerimônia pioneira do projeto foi realizada em outubro de 1995. Em 2 de dezembro de 1997, a arena realizou seu primeiro evento, um jogo entre os Wizards e o Seattle SuperSonics, com a presença do presidente Bill Clinton.
Em 1999, um grupo liderado pelo executivo de tecnologia Ted Leonsis comprou uma participação de 36% nas participações de Pollin, incluindo o MCI Center, bem como a propriedade total dos Capitals. O grupo Leonsis aumentou sua participação para 44% em 2000.
Em janeiro de 2006, a Verizon Communications comprou a MCI e o nome da arena foi alterado para Verizon Center. No ano seguinte, em 2007, foi instalado na arena o "primeiro placar LED indoor de alta definição".
Em junho de 2010, após a morte de Pollin em novembro de 2009, o grupo Leonsis, recém-organizado como Monumental Sports & Entertainment, comprou as ações de Pollin, ganhando total propriedade da arena e dos Wizards.
Um relatório surgiu em maio de 2015 que a Verizon não renovaria seus naming rights quando seu acordo terminasse em 2018. Na mesma semana, foi anunciado que a Etihad Airways assinou um acordo para se tornar a companhia aérea oficial da arena, provocando especulações de que a Etihad poderia ser o principal candidato a assumir os naming rights em 2017. No entanto, em 9 de agosto de 2017, foi anunciado que o banco Capital One havia comprado os direitos, renomeando o local como Capital One Arena.

## Inquilinos e eventos
No mundo da luta profissional, a arena foi a casa da última luta de Mike Tyson (Mike Tyson vs. Kevin McBride) em 11 de junho de 2005 e em 1 de outubro de 2011, UFC Live: Cruz vs. Johnson foi realizado na arena.
A arena já sediou várias vezes as rodadas do Torneio da NCAA com eventos de primeira e segunda rodadas em 1998, 2002, 2008 e 2011 e sediou as finais regionais em 2006, 2013 e 2019. A arena sediou o "Frozen Four" de 2009, a última rodada do Torneio de Hóquei no Gelo masculino da NCAA de 2009.
A arena sediou dois jogos All-Star: o All-Star Game da NBA de 2001 e o All-Star Game da WNBA de 2007.
A arena sediou o Kellogg's Tour of Gymnastics Champions de 2016.
Em 2017, o Washington Valor começou a jogar na arena para sua temporada inaugural na Arena Football League. Os Mystics mudaram-se após a temporada 2018 da WNBA para uma nova arena menor na área de Congress Heights, no sudeste de Washington.
O local também sediou as Finais da Stanley Cup de 1998 e de 2018, sendo a última das capitais conquistando o primeiro título da Stanley Cup na história da equipe e o primeiro grande título esportivo para Washington, D.C. desde o Washington Redskins de 1992.
No dia 2 de outubro de 2019, a Capital One Arena sediou o AEW Dynamite, o primeiro evento de wrestling profissional televisionado pela All Elite Wrestling. Foi transmitido pela TNT nos Estados Unidos e pela ITV4 no Reino Unido.
Em 7 de dezembro de 2019, o UFC on ESPN: Overeem vs. Rozenstruik foi realizado na arena.

## Crítica

### Gentrificação
Quando a arena foi inaugurada, havia a preocupação de que isso levaria ao deslocamento de empresas e cultura chinesas na área da cidade. A área circundante foi de fato dramaticamente gentrizada e a maioria dos residentes e empresas chinesas que viviam e operavam no bairro quando a arena foi inaugurada pela primeira vez foram deslocadas por causa do aumento dos preços dos imóveis. Estimativas recentes sustentam que o número de chineses no bairro caiu para cerca de 400 a 500. Os restaurantes e empresas de propriedade chinesa na área se foram em grande parte e não há um supermercado chinês de serviço completo no bairro desde 2005.

### Problemas de qualidade do gelo
Em dezembro de 2007, o então capitão do Capitals, Chris Clark, ganhou um pouco da intenção da imprensa afirmando que acreditava que a arena tinha o pior gelo da NHL. "Há um monte de problemas no gelo. É macio. Está molhado metade do tempo. Eu podia ver um monte de lesões vindo. Pode custar a carreiras dos jogadores. Até caras de outras equipes dizem a mesma coisa. Quando estamos nos enfrentando, eles dizem: 'Como vocês jogam nisso?'" O proprietário dos Capitals, Ted Leonsis, abordou diretamente essa crítica. A questão da qualidade do gelo tem sido persistente desde a inauguração. Desde a aquisição, a qualidade do gelo melhorou e o número de reclamações diminuiu consideravelmente. Durante os jogos dos playoffs, a arena instala um sistema para ajudar a remover o ar quente e a umidade para manter as condições de gelo durante as épocas mais quentes do ano.